# Simon Legras
Simon Legras, né à Paris en 1589 et mort le 28 octobre 1656 à Septmonts (Aisne), est un prélat catholique français, évêque de Soissons de 1625 à sa mort.

## Biographie
Simon Legras fils  de Simon et de Louise Danois commence ses études au collège des Jésuites de Verdun et de Bourges où il étudie le grec ancien et l'hébreu. Il poursuit ensuite en 1610 par la théologie à la Sorbonne où il obtient sa licence en 1616. Tonsuré à Paris en mars 1603 il devient diacre puis prêtre en 1614. prieur commendataire de Église Saint-Pierre-et-Saint-Paul de Courtenay dans le diocèse de Sens il devient le coadjuteur de son oncle Claude Legras à l'abbaye Saint-Corneille de Compiègne dans le diocèse de Soissons. Lié aux Jésuites il prêche dans les églises parisiennes et est d'abord aumônier du roi Henri IV, puis un proche du roi Louis XIII. 
Le 17 novembre 1624, il est consacré par l'évêque de Rouen mais ne prend possession de son évêché que l'année suivante. En 1629, il collabore, auprès de François-Annibal d'Estrées, à la fondation d'un couvent.
En 1654, l'archevêque de Reims, Henri II de Savoie-Nemours, n'avait pas été ordonné prêtre ; il ne pouvait donc donner les sacrements. Le 13 mai 1654, le roi Louis XIV écrit à Simon Legras afin qu'il officie lors de son sacre. Ainsi, c'est Simon Legras qui sacre le jeune Louis XIV le 7 juin 1654, en la cathédrale de Reims. Le lendemain, il décore également le roi de l'ordre du Saint-Esprit.
Il meurt le 28 octobre 1656 au château de Septmonts et son corps repose en la cathédrale Saint-Gervais-et-Saint-Protais de Soissons.